# Galileo Guidi
Galileo Guidi (Pescia, 1º settembre 1946) è un medico e politico italiano.

## Biografia
Medico, politicamente impegnato con il Partito Comunista Italiano e poi con il Partito Democratico della Sinistra, è prima consigliere comunale e poi sindaco di Pescia dal 1983 al 1992.
Alle elezioni politiche del 1992 viene eletto alla Camera nelle file del PDS, con 7.626 preferenze (circoscrizione Firenze-Pistoia).
Conferma il proprio seggio a Montecitorio alle politiche del 1994, venendo eletto con i Progressisti nel collegio di Montecatini Terme. Termina il mandato di parlamentare nel 1996.
Rimane poi attivo nella politica locale e dal 2001 al 2003 è consigliere comunale per i DS a Pescia.